# 濫食龍屬
濫食龍屬（學名：Panphagia），又名泛食龍，是種基底蜥腳形亞目恐龍，生存於2億3140萬年前的阿根廷，相當於三疊紀的卡尼階。濫食龍是已知生存年代最早的恐龍之一，可能代表早期蜥腳形恐龍的食性過渡期。

## 發現

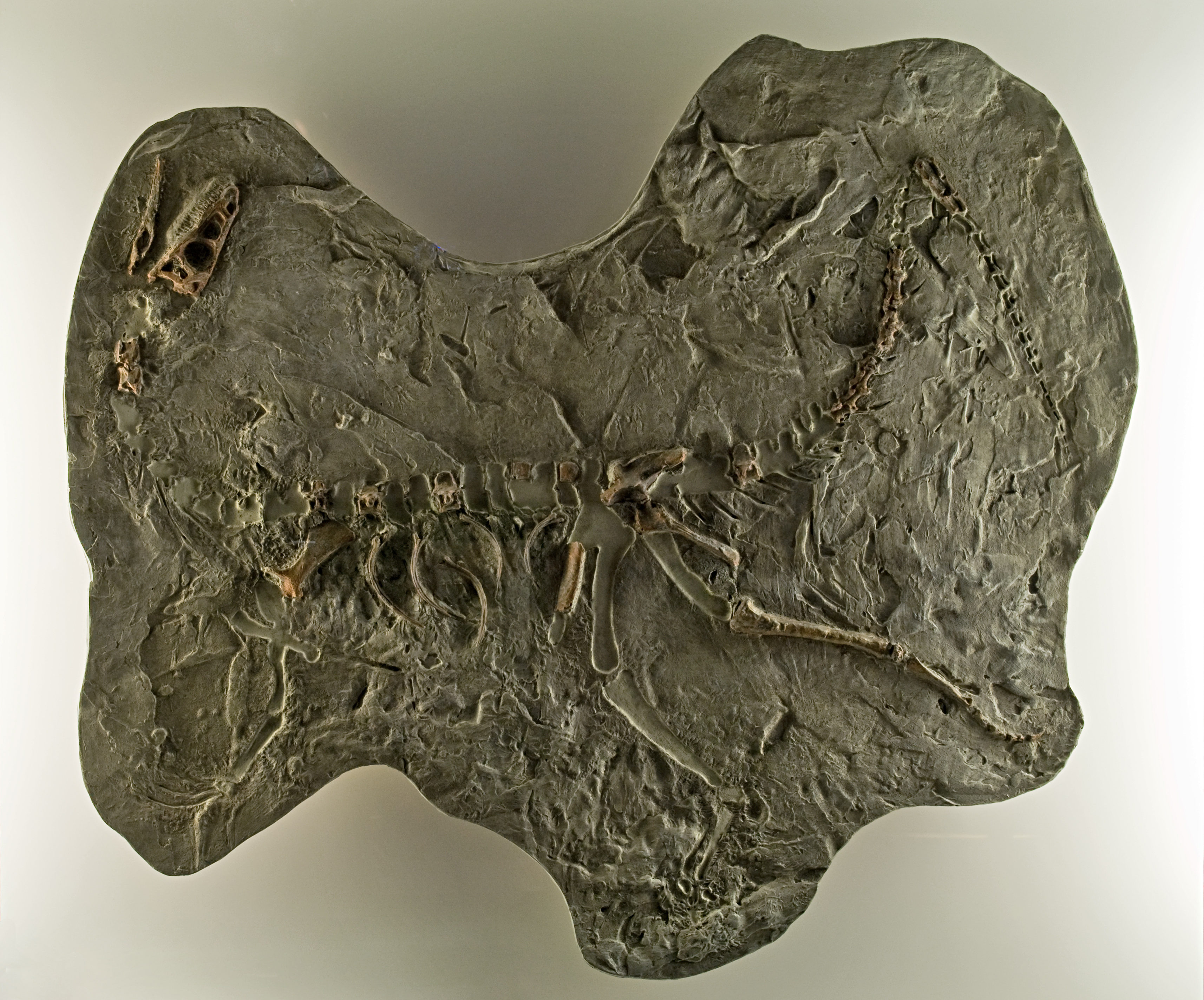
正模標本的化石與母岩

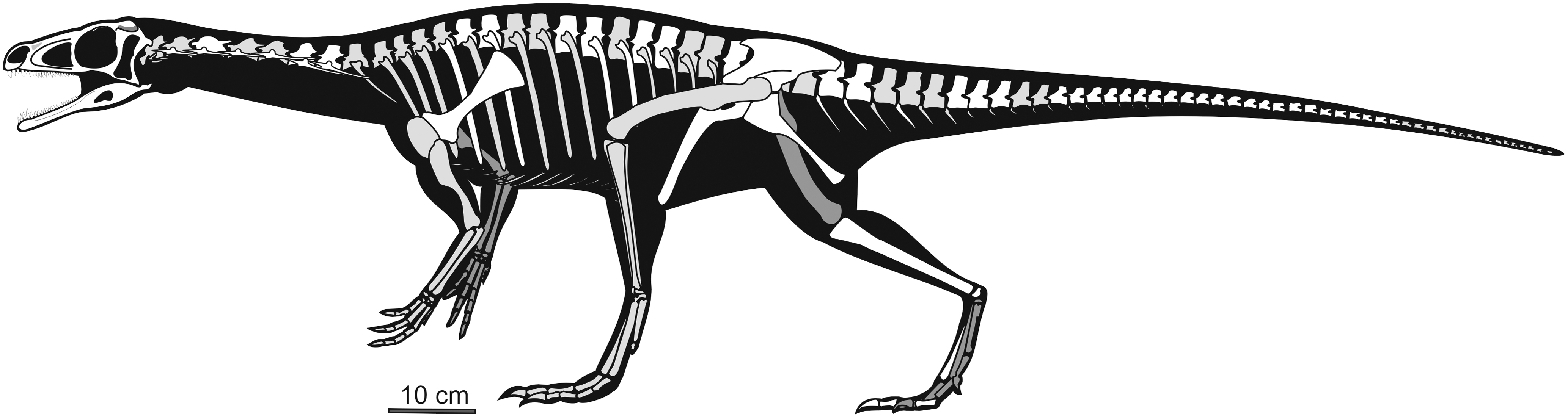
首祖濫食龍的骨骼想像圖

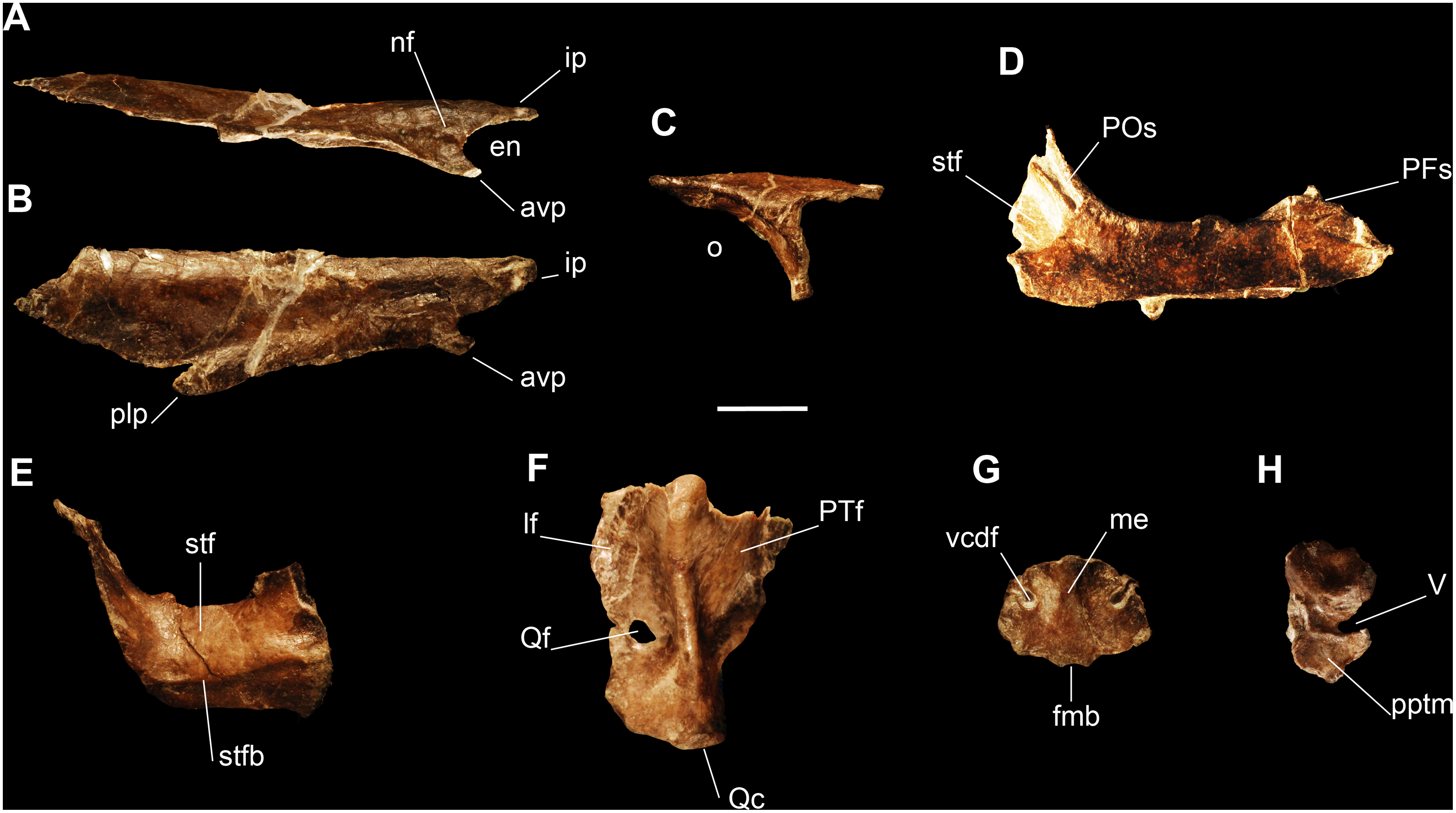
首祖濫食龍的部分頭骨

在2006年，一些化石發現於阿根廷聖胡安省的伊斯基瓜拉斯托組（Ischigualasto Formation），地質年代約為2億3140萬年前，相當於三疊紀的卡尼階。濫食龍的正模標本（編號PVSJ 874）是個呈非天然狀態的骨骼，身長約1.3公尺。化石包含頭骨、脊椎、肩帶、骨盆、後肢。這些紅色化石深藏於綠色砂岩之中，研究人員經過多年才將化石與岩石處理完畢。

## 食性
根據濫食龍的牙齒，顯示牠們可能是雜食性恐龍，是肉食性獸腳類恐龍、草食性蜥腳形恐龍的過渡物種。頜部後段牙齒呈葉狀、有鋸齒邊緣，短於前段牙齒。

## 分類
在2009年，阿根廷古生物學家Ricardo N. Martínez與Oscar A. Alcober敘述、命名這些化石。他們同時也提出一個親緣分支分類法研究，發現濫食龍是目前已知最原始的蜥腳形亞目恐龍之一。濫食龍的腸骨、距骨、肩帶類似農神龍，農神龍是另一種原始蜥腳形類恐龍。濫食龍的骨頭中空、牙齒接近長槍形、以及身體比例，類似始盜龍，一種原始的肉食性蜥臀目恐龍。
模式種是首祖濫食龍（P. protos）。屬名意為「什麼都吃」，意指牠們的雜食性食性；種名意為「第一的」，意指牠們的原始分類位置。Martínez與Alcober比對濫食龍與其近親，推測蜥臀目恐龍演化於小型、善於行走的恐龍，類似濫食龍。濫食龍、始盜龍、以及兩種沒有正式研究的獸腳類恐龍，這些原始恐龍有許多類似特徵。